# Unser lieben Frauen Traum
Unser lieben Frauen Traum ist ein geistliches Volkslied, das vor 1602 entstand. Es handelt von Unserer Lieben Frau (einem Titel von Maria, der Mutter Jesu) und der Geburt ihres Sohnes, und wird daher meist als Adventslied gesungen.

## Überlieferung
Das Lied wurde erstmals in Nikolaus Beuttners Catholischem Gesangbuch (Graz 1602) gedruckt. Da es sich bei diesem Liederbuch aus dem Umfeld der Gegenreformation um eine Sammlung überwiegend vorreformatischer deutschsprachiger Lieder handelt, ist es wahrscheinlich, dass auch dieses Marienlied älteren Ursprungs ist. Es handelt sich möglicherweise um ein Wallfahrtslied aus dem ausgehenden Mittelalter. Melodische Ähnlichkeiten bestehen mit dem Weihnachtslied Sei uns willkommen, Herre Christ (14. Jhdt.) und der Landsknechts-Parodie Unser Lieben Fraue vom kalten Bronnen (1536). Auch stimmt die Melodie am Anfang mit dem Adventslied Es flog ein Täublein weiße überein, das ebenfalls in Beuttners Gesangbuch überliefert ist.

## Inhalt
Das Bild des Baumes, das den Weltenretter ankündigt, findet sich schon in der Antike bei Herodot sowie in Iustinus’ Geschichte der alten Welt, die im Mittelalter weit verbreitet war. Dies und die plagale dorische Melodie lassen auf eine Entstehung in der ersten Hälfte des 14. Jahrhunderts schließen.

## Melodie und Text
Und unser lieben Frauen /

der traumete ein Traum /

wie unter ihrem Herzen /

gewachsen wär ein Baum /

Kyrie eleison.

Und wie der Baum ein Schatten gab /

wohl über alle Land /

Herr Jesus Christ / der Heiland /

also ist er genannt /

Kyrie eleison.

Herr Jesus Christ der Heiland /

ist unser Heil und Trost /

mit seiner bittern Marter /

hat er uns all erlost /

Kyrie eleison.

Und unser liebe Fraue /

die trug ein Kindelein /

Darvon wölln wir so singen /

und wöllen fröhlich sein /

Kyrie eleison.

Auch unser liebe Fraue /

die zog gen Bethlehem /

Sie gebar ihr liebs Kind Jesum /

zu Trost der Christen Gemein /

Kyrie eleison.

Und da sie es geboren hat /

sie sah ihr liebes Kind an /

Sie knieet auf ein Marmelstein /

und bet es alsbald an /

Kyrie eleison.

Auch unser lieben Fraue /

die zog ihr Kindlein schon /

das sollen wir hören gern /

was gab GOtt ihr zu Lohn /

Kyrie eleison.

Und Unser Liebe Fraue /

begehret anderst nicht /

dann nur die arme Christenheit /

so wär es schon gericht /

Kyrie eleison.

Also sprach GOtt der Herre /

wohl zu der Mutter sein /

und welchen Sünder du begehrst /

derselbig der sey dein /

Kyrie eleison.

Zu Ehren unser Frauen /

gehen wir in ihr Betthaus /

gereuen uns unser Sünden /

so gehen wir ledig heraus /

Kyrie eleison.

Und wem sein Sünd gereuen /

und will der kommen ab /

der gehe offt zu unser Frauen /

und bitt GOtt umb Genad /

Kyrie eleison.

Kommt er dann auch gen Kirchen /

in unser Frauen Hauß /

bricht er sein Sünd / hat Reue /

so geht er ledig heraus /

Kyrie eleison.

Und Unser Lieben Fraue /

die hat der Kirchen vil /

darein geht mancher Sünder /

den sie begnaden will /

Kyrie eleison.

Für sie will ich auch bitten /

für Frauen und für Mann /

selig werden alle Pilgram /

die sie recht ruffen an /

Kyrie eleison.

Und Unser Liebe Fraue /

will uns nicht verlassen /

hat sie der armen Pilgram vil /

auff ihrem Weg und Strassen /

Kyrie eleison.

Zu Ehren unser Frauen /

singen wirs Lobgesang /

von nun an biß in Ewigkeit /

sey GOtt im Himmel Danck /

Kyrie eleison.

## Rezeption
Das Lied wurde durch die Aufnahme in den Zupfgeigenhansl wegen seiner Stimmungsschwere in der Jugendbewegung beliebt.
In Südosteuropa, besonders in Rumänien, erreichte das Lied große Resonanz. Populäre Textdrucke wurden dort sogar als Amulette verbreitet.
Max Reger vertonte den Text 1914 als Motette Unser lieben Frauen Traum op. 138 Nr. 4 für vier- bis sechsstimmigen gemischten Chor. Reger griff die originale Melodie nicht auf, sondern komponierte seine Vertonung komplett neu.
Weitere Chorsätze schufen u. a. Heinz Martin Lonquich (1975) und Wolfgang Fürlinger (1981).